# Igreja Nossa Senhora do Rosário (Porto Alegre)
A Igreja Nossa Senhora do Rosário, mais conhecida como Igreja do Rosário, é uma igreja católica localizado no centro histórico da cidade de Porto Alegre, capital do estado do Rio Grande do Sul. A Igreja original foi tombada pelo Instituto do Patrimônio Histórico e Artístico Nacional, junto com seu acervo, mas o tombamento foi revertido em 1951 para a construção de uma igreja nova.

## Origens da paróquia
A devoção ao rosário era antigamente um dos meios escolhidos pelo clero católico para o ensino da religião aos escravos. Em Porto Alegre esta devoção deu origem à fundação da Irmandade de Nossa Senhora do Rosário junto à antiga Matriz, composta basicamente de escravos e negros forros. Decidindo-se a construção da uma sede própria, escolheu-se o terreno à rua Vigário José Inácio 402 para a construção da primeira igreja, que teve sua pedra fundamental lançada em 3 de outubro de 1817 pelo Vigário-Geral Antônio Vieira da Soledade. Em 25 de dezembro de 1827 realizou-se um culto de despedida na Matriz, e então procedeu-se ao traslado da imagem, que foi honrada com uma festa solene no dia seguinte já em sua nova casa.
Contudo, o templo era ainda oficialmente uma capela curada, e o decreto de sua elevação a sede paroquial veio em 24 de outubro de 1832, mas só foi instalada em 1844, tendo como seu  primeiro pároco o Padre Inácio Soares Viana, empossado em 6 de outubro de 1844. Durante o século XIX foi a paróquia mais extensa e populosa da cidade, atraindo também a população branca e imigrantes europeus, e de seu desmembramento nasceram o carmelo Nossa Senhora do Carmo e as atuais paróquias do Menino Deus, da Conceição, do Bom Fim, de São João e de Navegantes, dentre outras.

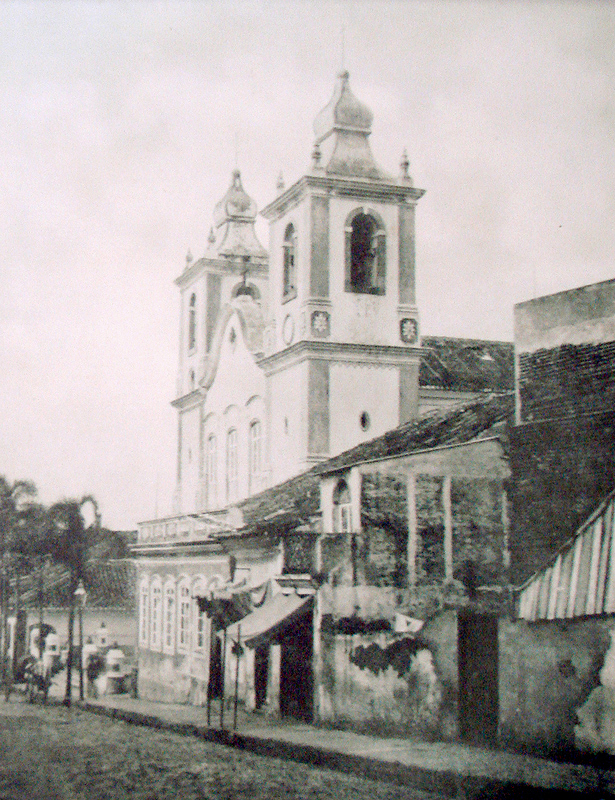
Vista parcial da antiga Igreja do Rosário.

Em 1951, com a autorização do Presidente Getúlio Vargas, a velha igreja foi destombada e demolida, alegando-se para isso suas dimensões reduzidas para uma congregação sempre crescente, e seu mau estado de conservação. Entretanto esse desaparecimento representou uma das mais lamentáveis perdas arquitetônicas e históricas para a cidade, já que o antigo templo até a década de 1950 ainda apresentava seu perfil original, de  puras linhas barrocass Athos Damasceno escreveu sobre o velho templo nos seguintes termos:
"Porte teve, sem dúvida, a Igreja do Rosário, de estatura não inferior à da Matriz que, se mais do que ela se mostrava, isso se devia à circunstância de haver sido erguida em local elevado, ao passo que a outra se levantava em rua estreita e rasa, que não lhe favorecia a vista nem a aparência. Uma pena! Porque bem merecia ela ser contemplada - com seus doze metros de altura, suas duas torres quadrangulares, seu corpo central dotado de três portas na parte inferior e três amplas janelas na superior, seu campanário servido de seis sinos e, em cima, o frontão em curva, e, embaixo, o adro lajeado, guarnecido de pilares de alvenaria e gradis de ferro. Seu interior, a despeito dos escassos recursos da Irmandade, merecia também ser visto e admirado. Além do altar-mor, dispunha de mais quatro laterais, sendo dois escantilhados, ocupando os ângulos formados pelas paredes da nave e as do vão do cruzeiro. Dezessete imagens ali se achavam entronizadas, algumas delas valiosas peças de torêutica portuguesa, como a de Nossa Senhora do Rosário, que pertencera à Matriz".
A igreja é uma das referências incorporadas ao Museu de Percurso do Negro em Porto Alegre.

## O novo templo

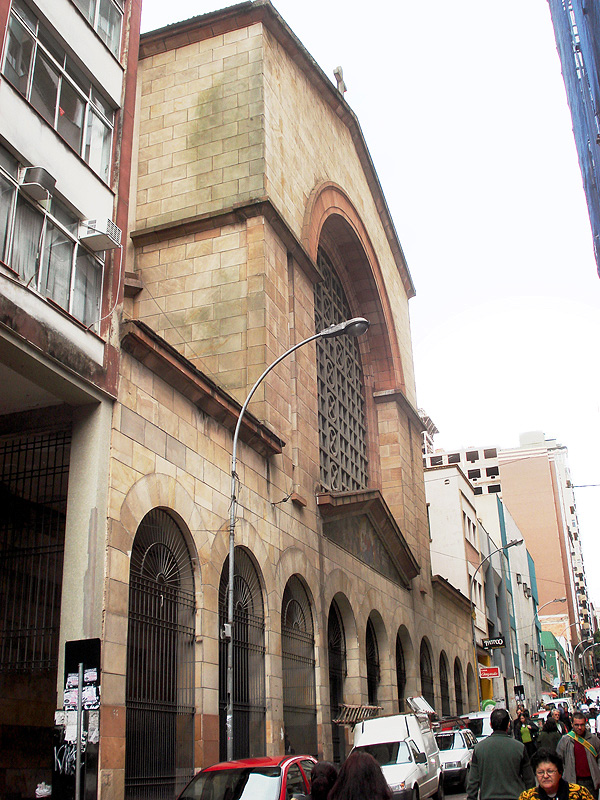
Igreja Nossa Senhora do Rosário.

Mesmo antes da demolição da velha sede, a pedra fundamental do presente edifício já havia sido lançada em 13 de maio de 1942. Em 10 de dezembro de 1950 foi celebrada a missa derradeira na igreja antiga, a imagem da padroeira foi descida e levada em procissão até a sede provisória, instalada no novo salão paroquial, e em janeiro do ano seguinte iniciou-se a demolição do centenário templo colonial. O prédio moderno foi inaugurado em 7 de outubro de 1956, dia da festa de Nossa Senhora do Rosário.
Sua fachada é ampla e monumental, em um estilo severo e despojado, fortemente inspirado nas basílicas românicas, com um pórtico constituído de uma série de arcos redondos, sustentando um frontão triangular onde está instalado um mosaico com imagem da padroeira. Acima deste se ergue um grande arco redondo fechado por vitral, que já integra o corpo da igreja. O arco é incluso em um outro frontão, também em triângulo, coroado por uma cruz. À direita se eleva um campanário quadrangular com aberturas em arco junto ao topo. Toda a fachada é revestida de pedra e não possui adornos salvo o mosaico.
Penetrando pelo pórtico o visitante chega a um átrio, separado da nave por três grandes arcos abatidos que sustentam o coro acima. À direita, uma passagem para uma lojinha, e à esquerda se abre o espaço do batistério, onde está uma belíssima e antiga imagem de São João Batista.

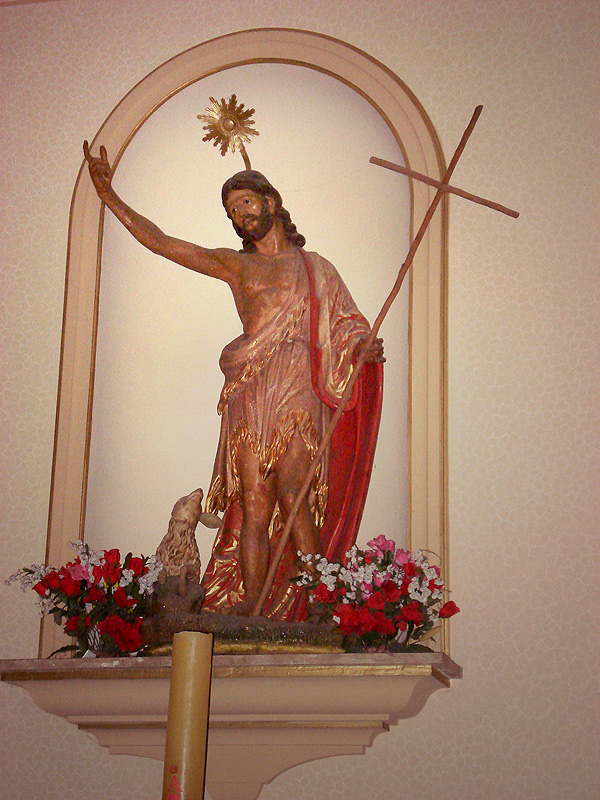
São João Batista, no batistério.

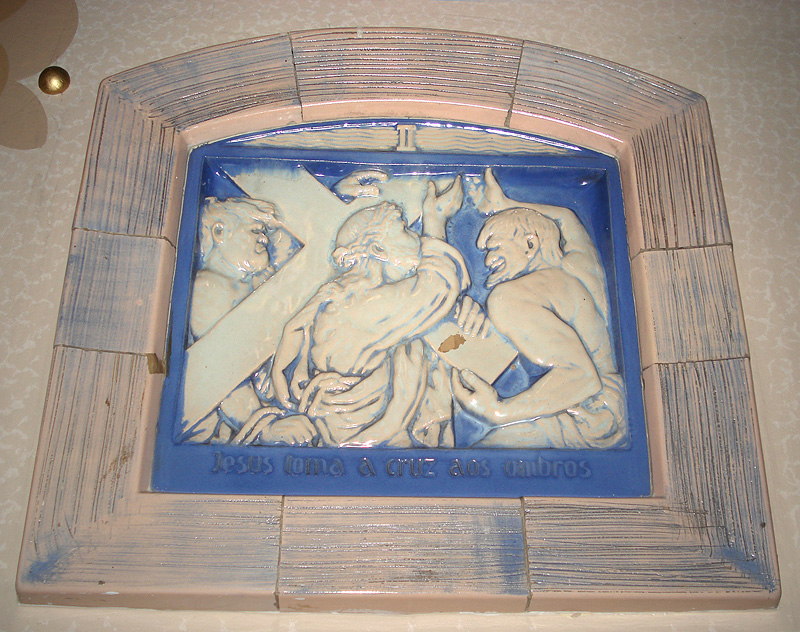
Um dos passos da Via Sacra.

A nave central é muito alta e seu teto plano é decorado com uma pintura representando a Batalha de Lepanto, evento que deu origem à devoção à Senhora do Rosário, executada por Lorenz Heilmeier, autor também dos vitrais que adornam as janelas.
A capela-mor, ao fundo da nave, é delimitada por dois grandes arcos redondos, abrigando um altar de celebração e atrás deste um retábulo simples, guardado nas extremidades por dois anjos tocheiros. A imagem original de Nossa Senhora do Rosário, que pertenceu à igreja anterior, um fino exemplar de estatuária sacra de tradição barroca, está entronizada numa peanha, acima do retábulo, contra o fundo da capela-mor que foi decorado com pintura simbólica da descida do Espírito Santo, em um campo azul pontilhado de estrelas douradas.
A nave central é ladeada de naves menores, separadas do vão central por uma série de arcos sustentados por pilares quadrados, de onde pendem grandes lanternas metálicas. Pequenas capelas laterais e uma bela e original Via Sacra, nas paredes, feita em cerâmica esmaltada, completam o conjunto. Na nave lateral esquerda estão os restos mortais do insigne sacerdote e inventor gaúcho o Padre Landell de Moura, que foi também pároco na Igreja do Rosário entre 1915 e 1928. Uma placa comemorativa no átrio assinala a ocasião do traslado dos seus despojos em dezembro de 1982.
Em 2002, o pároco Pe. Remídio José Bohn liderou as obras da igreja; as instalações elétricas e sonoras, mais o piso, foram reformados, e restauradas as pinturas e decorações internas, sendo o templo reinaugurado em 7 de outubro de 2003, quando o Arcebispo Metropolitano Dom Dadeus Grings concedeu à igreja o título de Santuário. À parte sua importância histórica desde a origem, a Igreja do Rosário tem uma intensa vida própria e ainda desempenha um papel importante na vida religiosa da cidade, sendo o ponto de partida para a tradicional procissão de Nossa Senhora de Navegantes, que reúne milhares de pessoas todos os anos.

## Párocos
Durante a história da Igreja de Nossa Senhora do Rosário em Porto Alegre, foram párocos:
- Pe. Inácio Soares Viana (1844-1848)
- Pe. José Inácio de Carvalho e Freitas - Vigário José Inácio (1848-1877)
- Pe. Hildebrando de Freitas Pedroso
- Côn. Vicente Sebastião Wolffenbuttel
- Côn. José Joaquim da Purificação Teixeira
- Côn. Diogo Saturnino da Silva Larangeira
- Mons. Costábile Hipólito
- Mons. Luiz Mariano da Rocha
- Côn. Manoel Reis da Costa Neves
- Mons. Roberto Landell de MouraTumba de Landell de Moura.
- Côn. José Barea
- Côn. Cleto Benvegnú
- Mons. André Pedro Frank
- Mons. José De Nadal
- Pe. Edmundo Luís Kunz
- Pe. Afonso Schmidt
- Pe. Cândido Lorenzi
- Mons. Edmundo Mueller
- Côn. José Clemente Weber
- Pe. Remídio José Bohn
- Côn. Irineu Aloysio Brand
- Côn. Leandro Miguel Chiarello
- Pe. Gelson Luiz Fraga Ferreira

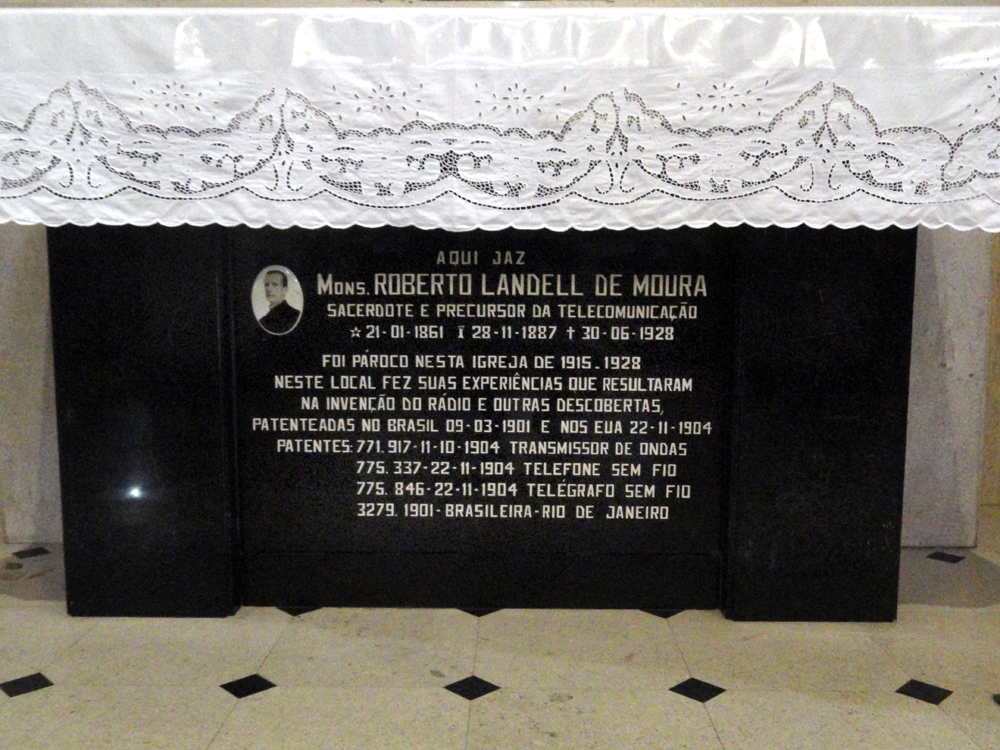
Tumba de Landell de Moura.

Do Santuário Nossa Senhora do Rosário, quatro de seus párocos se tornaram bispos. Podemos citar: Dom José Baréa; Dom Edmundo Luíz Kunz (seus restos mortais se encontram no santuário do Rosário); Dom José Clemente Weber (atual bispo de Santo Ângelo) e Dom Remídio José Bohn (ex-bispo auxiliar de Porto Alegre - atual bispo da Diocese de Cachoeira do Sul.).